# Olewiger Bach
Der Olewiger Bach, der nacheinander die Bezeichnungen Oleigenbach, Franzenheimer Bach, Grundbach, Olewiger Bach und zuletzt Altbach trägt, ist ein 15,6 km langer, rechter Zufluss der Mosel in Trier.

## Geographie

### Verlauf
Er entspringt zwischen Pellingen und Lampaden am Fuße des Dreikopfs, fließt durch Franzenheim und vorbei an Hockweiler in Richtung Trier-Kernscheid. Danach erreicht er Trier-Olewig und fließt nach Trier-Heiligkreuz. Im dortigen Altbachtal befand sich ein gallo-römischer Tempelbezirk mit etwa 70 Einzelbauten auf einer Fläche von etwa 5 Hektar, der zu den größten Kultbezirken Mitteleuropas zählt. Heute befindet sich dort eine Kleingartenanlage.
Der Altbach fließt ab der Straße Am Bach verrohrt weiter durch Trier-Süd und mündet dort, wo die Hohenzollernstraße auf das Pacelliufer und das St.-Barbara-Ufer trifft.

### Einzugsgebiet
Das Wassereinzugsgebiet beträgt 37,7 km², von denen allein 10,5 auf den 9,8 km langen Menscherbach (auch Tiergartenbach im Unterlauf, Kandelbach im Oberlauf) mit den linksseitigen Zuflüssen Holtz- und Rotbach entfallen, welcher am Nordende der Straße Im Tiergarten von links mündet. Zuvor münden von rechts Schockbach, Kuppensteiner Bach, Gottbach, Geißbach  und Brettenbach, die jedoch nur von unter einem bis 2,6 km² (Gottbach) entwässern.

## Trierer Stadtbach
Ein Seitenarm des Olewiger Baches ist der Trierer Stadtbach.
Nach historischen Karten floss er über das Gelände des späteren Polizeipräsidiums an der Südallee und weiter über die Straßen Weberbach, Liebfrauenstraße, Domfreihof, Sternstraße, Hauptmarkt und Simeonstraße in Richtung Maarviertel. Der Stadtbach mündet bei der heutigen Hospitalsmühle in die Mosel.
Zwischen dem frühen 19. und dem frühen 20. Jahrhundert wurde der Stadtbach fast vollständig überbaut.

## Altbach

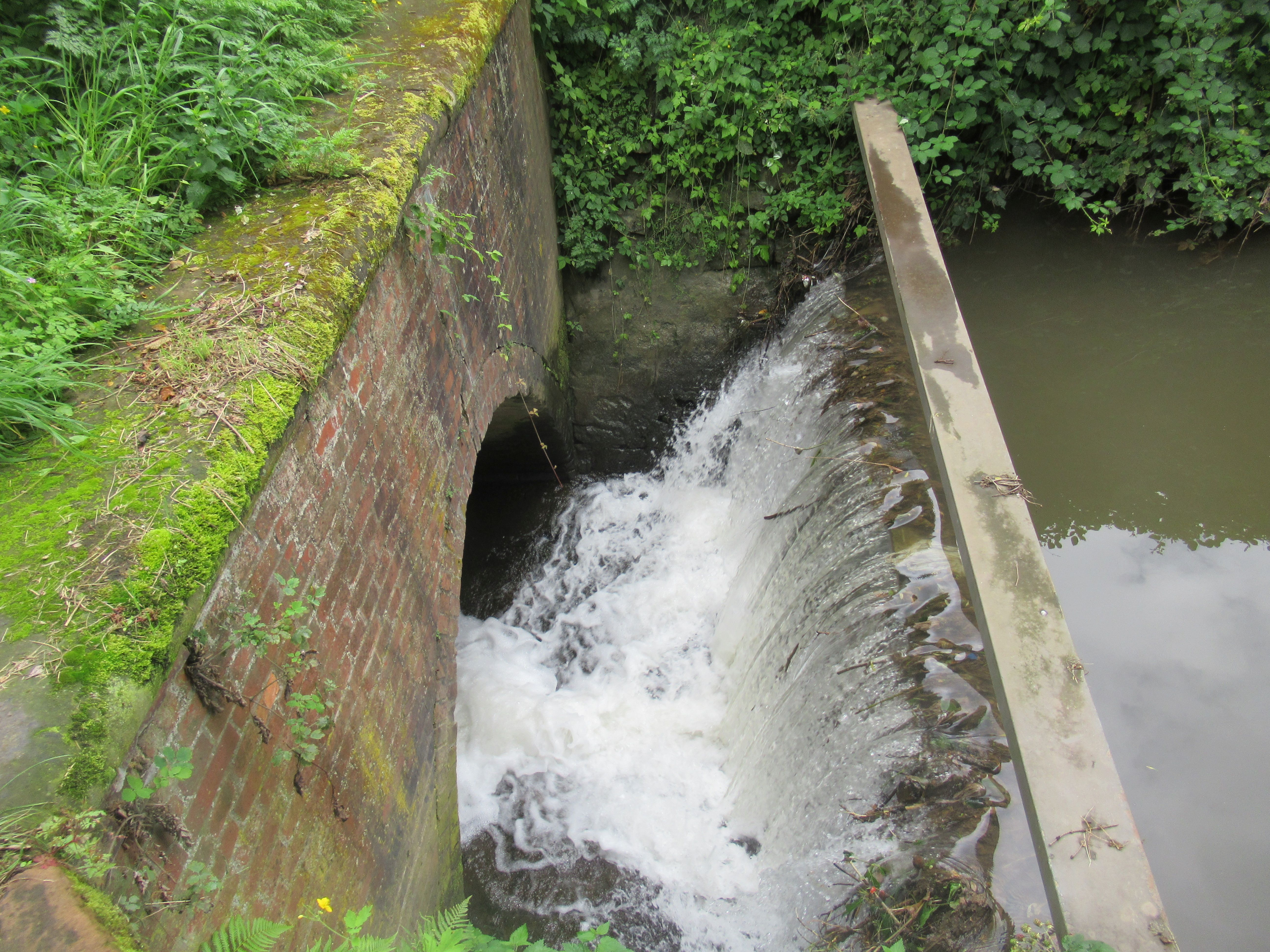
Altbach in Trier-Süd

## Trivia
Die Legende sagt, dass der Stadtteil Olewig seinen Namen vom Olewiger Bach hat. Hier sollen die ersten Christen in Trier getauft worden sein, dabei soll sich durch die Salbung ein Ölfilm auf dem Bach gebildet haben. Der Name stammt aus dem Lateinischen von 'Ole' und 'Via' und bedeutet so viel wie 'Ölweg'.